# Dasychira ticana
Dasychira ticana är en fjärilsart som beskrevs av William Schaus och Clements 1893. Dasychira ticana ingår i släktet Dasychira och familjen tofsspinnare. Inga underarter finns listade i Catalogue of Life.